# Hatena arenicola
Hatena arenicola là một loài đơn bào nhân thực được phát hiện vào năm 2000, và được báo cáo lần đầu tiên vào năm 2005. Nó được phát hiện bởi nhà sinh vật học người Nhật Bản Noriko Okamoto và Isao Inouye ở đại học Tsukuba, và họ đã đưa ra mô tả khoa học, cũng như tên chính thức vào năm 2006. Đây là một loại trùng roi, và hoạt động tương tự như thực vật vào một giai đoạn trong vòng đời, khi nó mang theo một cá thể tảo quang hợp bên trong người nó, hoặc như động vật săn mồi trong một giai đoạn vòng đời khác. Các nhà nghiên cứu tin rằng sinh vật này đang trong quá trình nội cộng sinh thứ cấp, khi một thể hữu cơ kết hợp vào trong một thể hữu cơ khác, tạo ra một sinh vật sống hoàn toàn mới.

## Từ nguyên
Tên loài này bắt nguồn từ một thán từ tiếng Nhật có nghĩa là "bí ẩn" hay "bất thường".

## Khám phá
H. arenicola được chú ý lần đầu tiên trong sự kiện nước nở hoa vào năm 2000 ở bãi biển Isonoura của Nhật Bản. Nó được phát hiện trong một khu vực bãi cát có nhiều tảo nổi lên trong thủy triều. Ngoại trừ vào mùa đông, nó có thể được tìm thấy quanh năm. Ban đầu, người ta cho rằng đây là một loài tảo mới. Tuy nhiên, họ phát hiện ra rằng lạp thể chứa diệp lục của nó là độc lập khỏi sự phân bào, cho thấy rằng chúng đã từng tách biện nhưng sau đó trở thành thể hữu cơ nội cộng sinh tạm thời.

## Mô tả
H. arenicola là một thể đơn bào với một tế bào tròn có hai roi dùng để di chuyển. Trong cuộc sống độc lập của mình, nó ăn tảo bằng một ống dinh dưỡng phức tạp. Tuy nhiên, ống này được thay thế bằng một cá thể tảo nội cộng sinh. Cá thể tảo cộng sinh này là một loài tảo lục thuộc chi Nephroselmis. Vật cộng sinh không chỉ đóng vai trò như là bộ máy dinh dưỡng, mà còn như một con mắt, dường như cho phép thể đơn bào này di chuyển hướng về ánh sáng (tính hướng sáng).
H. arenicola không thể phân chia mà không có vật cộng sinh. Tuy nhiên, không giống như một bào quan bị đồng hoá hoàn toàn, tảo Nephroselmis không phân chia cùng với tế bào chủ. Khi tế bào phân chia, một trong những tế bào con sẽ nhận tế bào Nephroselmis, còn tế bào kia sẽ trở lại cuộc sống di dưỡng. Vì thế, tế bào mẹ sinh ra một tế bào con màu trắng và một tế bào con màu lục. Tế bào trắng trở thành sinh vật săn mồi cho đến khi nó nuốt lấy một tế bào tảo lục. Roi và bộ xương tế bào tảo sau đó tiêu biến, còn vật chủ Hatena chuyển sang dinh dưỡng quang hợp, có khả năng di chuyển về phía ánh sáng, nhưng mất đi bộ máy dinh dưỡng của chính nó. Vì thế, thể đơn bào này có một vòng đời bất thời khi thay đổi giữa tự dưỡng và dị dưỡng.
Chuỗi di truyền (của 18S rRNA gen) tiết lộ rằng thể đơn bào này có thể chứa ít nhất 3 dòng Nephroselmis rotunda riêng biệt.

### Vật cộng sinh
Vật cộng sinh Nephroselmis khác biệt so với khi sống tự do. Nó giữ lại tế bào chất, nhân và lạp thể, trong khi các bào quan khác, bao gồm ty thể, bộ máy Golgi, bộ xương tế bào, và hệ thống nội màng bị thoái hoá. Lạp thể phình to tới 10 lần kích thước bình thường của tế bào tự do. Lạp thể phình to được lấp đầy bởi các thành phần tế bào chất tiêu biến.